# EurKEY

Layout di tastiera EurKEY

EurKEY è uno schema di tastiera creato da Steffen Brüntjen e distribuito sotto GNU General Public License per Windows, macOS e Linux. La tastiera è pensata per traduttori e programmatori che sono abituati al layout statunitense, facilitando l'uso delle lettere accentate, tipiche delle lingue europee.